# Eva Steen
Eva Steen, född 12 november 1889 i Drammen, död 30 mars 1973, var en norsk skådespelare.

## Filmografi (urval)
Enligt Internet Movie Database och Svensk filmdatabas:
- 1932 – Deception
- 1933 – Vi som går kjøkkenveien
- 1934 – Syndare i sommarsol
- 1934 – Sangen om Rondane
- 1936 – Vi bygger landet
- 1937 – By og land hand i hand
- 1937 – Ungt blod
- 1939 – Familien på Borgan
- 1941 – Den forsvundne pølsemaker
- 1949 – Gatpojkar
- 1951 – Kranes konditori
- 1953 – Brudebuketten
- 1957 – Stevnemøte med glemte år
- 1957 – The Violators

## Scenroller (urval
- 1938 – Rosita Lawrenc i Jeg kjenner deg ikke av Aldo De Benedetti, Det Nye Teater[2]